# Proteïna Sigma-1 reovirus

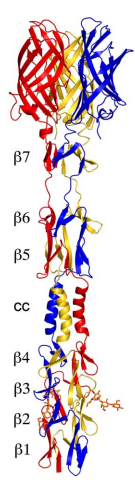
Estructura de la proteïna Sigma-1

La proteïna Sigma-1 (σ1) dels reovirus és una proteïna viral de la càpsida externa que juga un paper crucial en l’adherència a les cèl·lules diana per tal d’infectar-les.
Es tracta d’una proteïna trimèrica estable que té entre 270 i 280 Å de longitud i consta d'un domini α-helicoïdal a l'extrem N-terminal, un domini de cos construït a partir de repeticions d’hèlix-β i a l'extrem C-terminal un domini de cap globular.
La proteïna σ1 és responsable del reconeixement del receptor cel·lular que permet l’entrada del reovirus a la cèl·lula hoste, s’uneix a una varietat de molècules de carbohidrats en la superfície cel·lular, facilitant la unió i la internalització del virus.
Consta d’una notable variabilitat genètica entre diferents serotipus de reovirus, com T1L (Reovirus tipus 1 Lang) o T3D (Revorius tipus 3 Dearing), cosa que pot influir en l’especificitat de l’hoste i en la patogenicitat del virus al modular la resposta immune de l’hoste i promoure la disseminació viral.

## Estructura
La proteïna σ1 és un homotrímer que consta d’una cua hèlix-α, que està parcialment inserida al virió; un domini de cos construït a partir de repeticions d’hèlix-β; i un cap globular amb propietats d’unió a receptors. Tot i que se sap que σ1 experimenta un canvi conformacional durant l’entrada a la cèl·lula, la naturalesa d’aquest canvi i les seves contribucions a la replicació viral encara són desconegudes.
Aquestes proteïnes presenten una estructura coneguda com cua hèlix-α coiled, la qual cosa és crucial per a la seva funció. La proteïna σ1 del serotipus T1L compte amb la presència d’ions de clorur.
Cada molècula mostra una discontinuïtat dins de la cua i una transició inesperadament integrada al domini de cos. La regió de transició presenta interaccions interdominials conservades i sembla rígida en lloc de molt flexible.
Els estudis de mutacions de la proteïna σ1 han revelat que certs residus conservats són crítics pel plegament i la funció de la proteïna, mentre que altres aspectes com els ions de clorur centrals no tenen tanta importància.
Malgrat que algunes fibres de σ1 assumeixen una estructura lineal, una petita fracció presenta una corba de fins a 90° prop del punt mig. La heterogeneïtat conformacional de la proteïna  és atribuïda a una elevada flexibilitat al punt mig, amb implicacions per a la seva funció.
Les proteïnes σ1 de diferents serotipus de reovirus comparteixen poca identitat de seqüència. No obstant això, els residus en la transició de la cua al cos estan ben conservats entre totes les proteïnes σ1, suggerint que el seu paper és essencial. Les mutacions en aquesta regió causen defectes en la replicació viral i en l’encapsulació de σ1.
En comparació amb altres proteïnes similars, com la fibra dels adenovirus, σ1 presenta homologia estructural estreta. Es creu que σ1 experimenta un gran canvi conformacional durant l'entrada del virus, passant d'una conformació més contractada a una totalment elongada.
Les interaccions estabilitzadores en el límit del domini d’hèlix-β a cos són crítiques per al procés de replicació del reovirus. Mutacions específiques que interfereixen amb aquestes interaccions han conduït a una reducció significativa en la capacitat del virus per replicar-se, indicant la importància d'aquestes interaccions per al cicle de vida del reovirus.

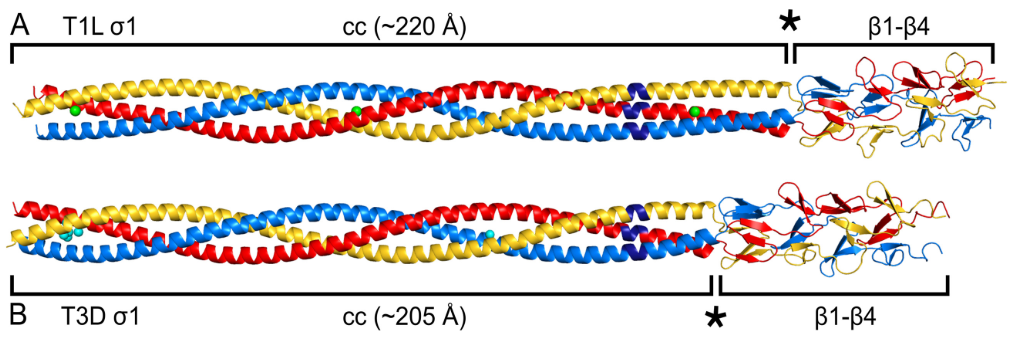
Estructura de la cua de la proteïna Sigma-1

S'ha de tenir en compte les diferències de la proteïna Sigma-1 entre cada subtipus de reovirus: 
- Subtipus T1L: La cua helicoïdal està formada per 20 repeticions d’heptàdecs (residus 27 a 168), amb una longitud aproximada de domini de 205 Å. Les repeticions d’hèlix-β (β1 a β4) i part de la inserció curta de la cua del domini del cos estan presents en el mapa de densitat electrònica (residus 169 a 244 de la cadena A). Els residus 245 a 291 no són visibles en el mapa de densitat electrònica.

- Subtipus T3D: La cua helicoïdal està formada per 20 repeticions d’heptàdecs (residus 27 a 168), amb una longitud aproximada de domini de 205 Å. Les repeticions d’hèlix-β (β1 a β4) i part de la inserció curta de la cua del domini del cos estan presents en el mapa de densitat electrònica (residus 169 a 244 de la cadena A). Els residus 245 a 291 no són visibles en el mapa de densitat electrònica.[2]

## Funcions
La principal funció de la proteïna σ1 és la mediació de la unió viral al receptor de la cèl·lula hoste.
Els virus han de penetrar la membrana de la cèl·lula hoste per internalitzar el seu material genètic a l'interior i per fer-ho han de reconèixer i interactuar amb receptors específics. En el cas del reovirus, la proteïna σ1 exerceix un paper clau en aquest pas crític de la infecció.

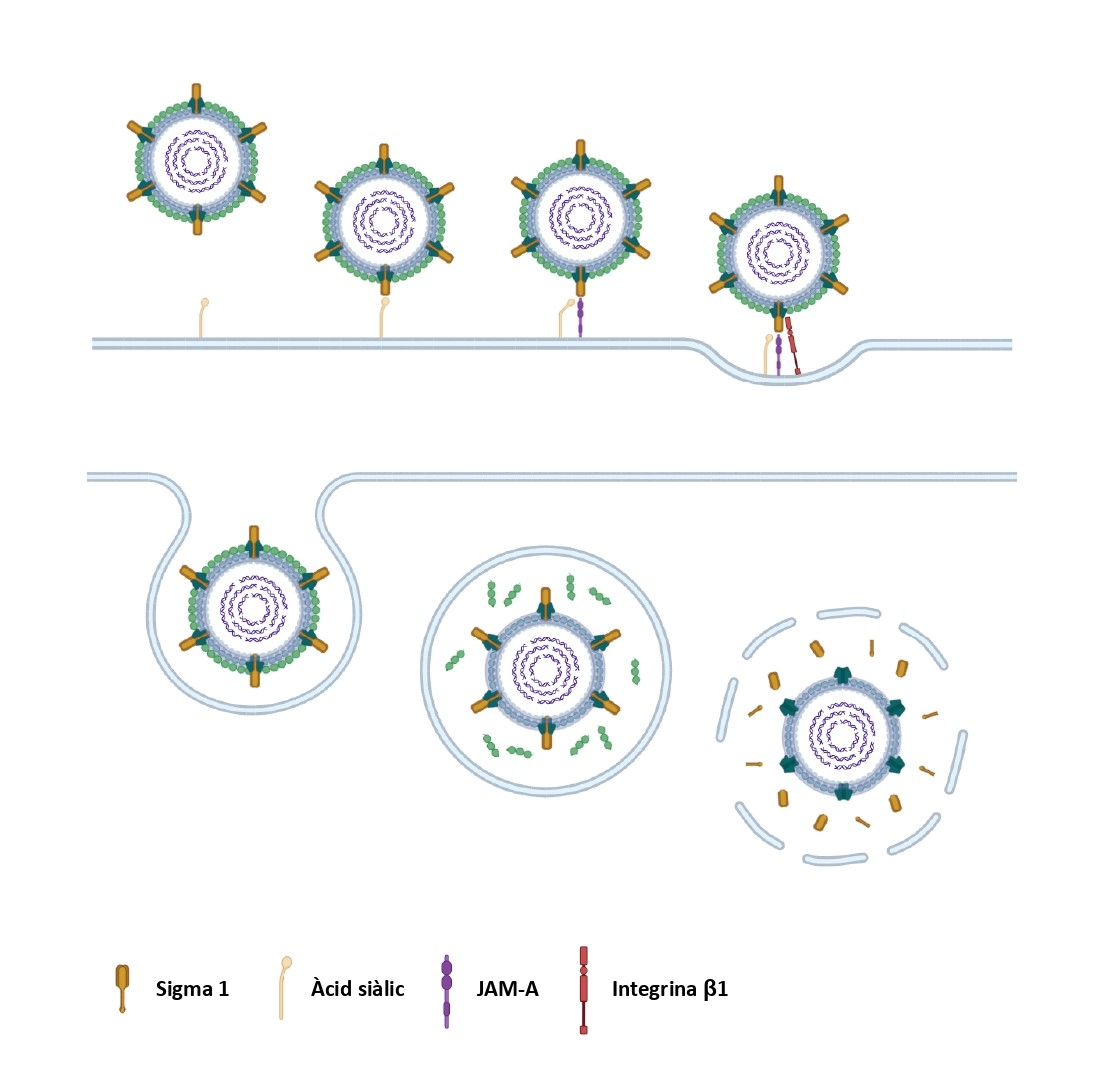
Proteïna σ1 com a mediador de la unió viral al receptor de la cèl·lula hoste

Durant el procés d'infecció del reovirus, per tal de facilitar la fixació del virió a la cèl·lula, la proteïna σ1 s’acobla a glicans sialilats units a proteïnes o lípids de la superfície cel·lular. Aquesta adherència als àcids siàlics és de baixa avidesa, però és de gran importància atès que permet que les partícules virals difonguin lateralment sobre la membrana cel·lular i, per tant, augmenta l’afinitat per receptors específics de la cèl·lula. D’aquesta manera, contribueix a que s’uneixin fortament a diferents receptors, entre els quals destaquen fonamentalment la molècula d'adhesió d'unió A (JAM-A), que es troba principalment a les unions cel·lulars epitelials i endotelials, als leucòcits i a les plaquetes, i Nogo-66 receptor 1 (NgR1), que es troba a les cèl·lules nervioses.
Després de la fixació del virus, es produeix la formació de vesícules recobertes de clatrina per donar lloc a una endocitosi del virió. Cal destacar, però, que els receptors als quals s'uneix σ1 no són els responsables d'iniciar la senyalització per a la internalització endosomal, sinó que en realitat aquesta funció l'exerceixen els motius conservats de la proteïna λ2 del virus, promovent la unió a integrines β1 i el posterior reclutament de clatrina per a la formació de l'endosoma. Així mateix, encara que la clatrina és la forma comuna d'entrada del reovirus, també pot ingressar a l'interior de les cèl·lules mitjançant vesícules recobertes de caveolina o macropinocitosi en el cas de les neurones.
A l’interior compartiment endocític, els virions de reovirus es transformen en partícules de subvirions infeccioses (ISVP) mitjançant un procés de desmuntatge proteolític catalitzat proteases de catepsines, en el qual també és essencial σ1. Concretament, aquesta conversió implica una sèrie de reordenaments conformacionals en la proteïna σ1, de manera que passa d’estar d’una forma més compacta als virions a una forma estesa en els ISVP.
A més, durant aquest canvi conformacional es produeix una autoescissió de la proteïna σ1 que comporta l’alliberament de fragments de σ1, els quals permeten i medien la formació de porus a la membrana de l’endosoma, cosa que facilita l'alliberament del nucli del reovirus actiu transcripcionalment al citoplasma de la cèl·lula hoste.
D’aquesta manera, es podria concloure que l’extensió de σ1 és el desencadenant de la sortida del virus al citosol. Tot i això, encara es desconeixen les conseqüències funcionals del canvi de conformació que es poden donar durant l’entrada del virió i la seva conversió a ISVP i, per tant, és necessari comprendre-les per tal d'evidenciar els mecanismes moleculars que realment utilitza el virus per infectar.

## Aplicacions en l'àmbit clínic
En l'àmbit de la teràpia oncològica, cada cop s'està contemplant més l'ús de virus oncolítics modificats genèticament com a tractament per a diversos tipus de càncer. Estudis recents han demostrat que els orthoreovirus de mamífers (MRV) són clínicament benignes al seu estat de wild type i poden ser genèticament manipulats per al seu ús terapèutic. De fet, s’ha investigat la seva eficàcia com a monoteràpia i en combinació amb altres teràpies tant en estudis preclínics com en assaigs clínics.
Precisament la proteïna σ1 del reovirus és la que s'ha fet servir en aquest context per millorar les propietats oncolítiques del MRV i promoure el seu potencial per induir la regressió tumoral.
En un dels estudis experimentals s’ha generat una proteïna σ1 amb una mutació a l'aminoàcid 196 que li proporciona al MRV major capacitat d'entrada a la cèl·lula hoste a través de l'àcid siàlic, la qual ha estat denominada molècula d'adhesió d'unió A (JAM-A) independent-3 (jin-3). Això podria millorar significativament l’efectivitat de la utilització del reovirus com a agent terapèutic contra el càncer.
D'altra banda, un altre dels estudis que s'han realitzat s'ha centrat en la capacitat que té MRV de replicar-se especialment a les cèl·lules canceroses que sobreexpressen HER2. A l'estudi es descriu la possibilitat de considerar un MRV recombinant que expressa pèptids derivats de HER2 com una possible vacuna terapèutica per als càncers que sobreexpressen aquesta proteïna. Concretament, s'ha produït una proteïna σ1 que conté els pèptids GP2, AE36 i E75 fusionats al seu domini de la cua i això ha resultat en la generació d'anticossos contra HER2 després de la infecció pel virus i, en conseqüència, en una resposta immune específica contra cèl·lules canceroses.
Així doncs, s'ha evidenciat que els diferents reovirus que expressen σ1 modificada genèticament poden replicar-se específicament en cèl·lules tumorals i destruir-les posteriorment, de manera que es podria sospesar com una via terapèutica o, fins i tot, immunoterapèutica alternativa contra el càncer. No obstant això, es reconeix que cal més investigació per portar aquest nou enfocament a la pràctica clínica.